# Columbia, Alabama
Columbia är en kommun (town) i Houston County i Alabama. Vid 2010 års folkräkning hade Columbia 740 invånare. Columbia var huvudort i Henry County mellan 1822 och 1833.